# 隼号鱼雷艇
隼号（德語：Falke）是德国国家海军暨战争海军于1920年代中期建造的六艘猛禽级（亦称1923级）鱼雷艇的最后一艘。它自1925年11月17日开始在威廉港国家海军造船厂铺设龙骨，1926年9月29日下水，至1927年8月1日服役。该艇曾在1930年代末的西班牙内战期间多次执行不干预巡逻任务。二战爆发后，隼号又在1940年的挪威战役中发挥了次要作用。在接下来的几个月里，它主要护送布雷舰布设雷区和受损的重型舰艇返回德国，直到9月左右移驻德占法国。当月该舰开始亲自布雷，并在战争余下的时间里继续这样做。1941年接受改装后，隼号一度被转移至斯卡格拉克海峡执行护航任务。它于1942年回到德占法国，成为在“海峡冲刺”行动中主力舰从法国驶往德国的护航舰艇之一。此后数年间，该艇主要协助突围舰、破交舰以及U艇穿越比斯开湾。1944年6月，隼号在盟军登陆诺曼底袭击了对方舰艇，但同月遭英国轰炸机击沉。

## 设计及装备
猛禽级鱼雷艇的水线长和全长分别为85.7米和87.7米，有8.25米的舷宽以及平均3.65米吃水深度；设计排水量为924吨，满载时则可达1,290吨。隼号由两台伏尔铿齿轮传动蒸汽轮机提供动力，各负责驱动一副直径为2.5米的三叶螺旋桨。过热蒸汽则由三台燃油水管锅炉供应，这使得它在23,000匹軸馬力（17,000千瓦特）额定功率下的设计航速为33節（61每小時）。该艇最多可贮存321吨燃料油，理论上能够以17節（31每小時）的速度的巡航3,600海里（6,700）。但实践证明，同等速度下的有效航程仅为1,800海里（3,300）。艇只的标准船员编制为4名军官和116名水兵。
竣工时，猛禽级艇装备有三门105毫米45倍径艇用高射炮作为主炮，一门位于艇艏前部，两门位于艇艉后部；其中艇艉的两门以背负式布局安装在开放式炮架上，另一门则受到炮挡保护。它们还在两座水面三联装挂架上安装有六具旋转式500毫米鱼雷发射管，并可携带多达30枚水雷。1931年后，这些鱼雷发射管被533毫米管取代，并增加了一对20毫米30式高射炮。至战争期间，又在2号炮的前部加装了一座四联装20毫米炮；另在艇艉烟囱周围安装有三门以及在舰桥翼台安装有两门单装20毫米炮。1944年前后，则安装了一台FuMB-4“萨摩斯”型雷达探测器。

## 建造及服役
隼号是与其姊妹艇神鹫号一同自1925年11月17日起在威廉港的国家海军造船厂铺设龙骨，建造序列为107。这是继1865年的隼号通报舰和1891年的隼号巡洋舰之后，第三艘以“隼”命名的德国军舰。它于1926年9月22日下水，至1927年8月1日交付使用。完成海试后，新艇于同年11月3日被编入第4鱼雷艇半区舰队（4. Torpedoboots-Halbflottille）。在接下来的几年中，隼号都执行了常规的操练、演习和海外训练巡航（1928年7月去往斯堪的纳维亚半岛、1931年6月去往拉脱维亚、1932年6月去往瑞典、1933年去往挪威以及1934年去往丹麦）。从1928年秋至1929年2月，它曾接替姊妹艇信天翁号担任第4半区舰队的领舰，随后又转配至第3半区舰队服役了三个月，进而在船厂接受短暂检修后重返第4半区舰队——至1935年10月1日起改制为第4鱼雷艇区舰队。
西班牙内战爆发后，隼号从1936年8月到1938年3月期间曾三度被派往当地海域，执行所谓的“不干预巡逻”任务，目的是防止人员和物资落入参战方手中。首次部署于1936年8月20日执行，它与姊妹艇狮鹫号和装甲舰施佩伯爵将军号跟随旗舰纽伦堡号一同前往西班牙北部沿岸监视。1937年6月至8月以及1937年10月至1938年3月，隼号又伙同第4区舰队余部两度重返西班牙，在西班牙东南地中海沿岸的区域监视海上交通，但只能为该地区的叛军提供有限度的积极支援。继1938年6月至1939年3月在威廉港完成大修后，该艇于1939年4月4日换编至第5鱼雷艇区舰队。

### 第二次世界大战
1939年二战爆发时，隼号连同五艘猛禽级鱼雷艇同属第5鱼雷艇区舰队；同级仅海雕号身处第6区舰队。它于1939年9月3日前往北海执行战时的首个行动，在荷兰海岸附近布设了雷区。10月3日至5日，它连同三艘驱逐舰以及姊妹艇信天翁号和狮鹫号，前往卡特加特海峡和斯卡格拉克海峡开展破交巡逻任务，期间共缴获四艘商船。在12月14日至16日的一次违禁品查验巡逻中，该艇又与鱼雷艇美洲豹号一起在斯卡格拉克海峡扣押了六艘船。在1940年4月“威悉演习行动”的挪威战役期间，隼号并未实际参与战斗，仅伙同其它鱼雷艇曾短暂地为被鱼雷击沉的装甲舰吕措号提供救援，然后于4月11日运送增援部队继续前往克里斯蒂安桑。6月4日至5日，在“朱诺行动”中，该艇从基尔出发提供反潜掩护，以跟随战列舰沙恩霍斯特号、格奈森瑙号和重巡洋舰希佩尔将军号袭击从挪威北部撤离的盟军护航队，但无果而终。从6月21日到23日，它成为严重受损的沙恩霍斯特号从挪威返回基尔的护航舰艇之一。此时的第5区舰队由隼号、姊妹艇神鹫号以及鱼雷艇美洲豹号、T-2号、T-7号和T-8号组成，它们于8月7日至8日护送布雷舰罗兰号、眼镜蛇号和丽蝇号在北海西南部布设雷区。随后，区舰队还分别于当月14日至15日、31日至9月2日以及9月6日至7日在同一地区又执行了进一步的布雷任务。在鱼雷艇狼号的增援下，第5区舰队又于10月8日至9日向怀特岛附近执行了一次无功而返的出击。它们在10月11日至12日的第二次出击则有所收获，击沉了两艘自由法国猎潜舰和两艘英国武装拖网船。当月下旬，第5区舰队移驻德占法国的圣纳泽尔，其成员于12月3日至4日支援在多佛尔附近布设了一处雷区，并于12月21日至22日在英吉利海峡布设了另一处雷区。
随后，隼号移驻挪威，并在1941年1月22日、即沙恩霍斯特号和格奈森瑙号试图闯入大西洋的“柏林行动”初始阶段，曾参与它们的护航任务。1月26日至27日夜间，该艇与和T-2号从斯塔万格护送了一次布雷任务，第二天晚上又护送了一次。2月3日至4日，它再连同第1和第2鱼雷艇区舰队一起执行类似任务。从2月至5月，隼号在荷兰鹿特丹接受大修，然后重新被部署在挪威和丹麦之间执行护航任务。8月25日，北线海军集团司令部将第5区舰队解除现役，并分配予各部队执行训练任务。为此，隼号在1941年下半年曾充当鱼雷学校的训练艇以及第24潜艇区舰队在特隆赫姆峡湾和波罗的海的鱼雷拦截艇。
直到1942年1月，第5鱼雷艇区舰队才重新在鹿特丹集结，以便在计划中的“海峡冲刺”期间承担重型部队的安全任务。2月12日至13日，隼号作为第5区舰队的一份子在灰鼻岬附近参与了“地狱犬行动”，护送战列舰沙恩霍斯特号和格奈森瑙号以及重巡洋舰欧根亲王号从布雷斯特返回德国。3月13日至14日，尽管遭到英国人的猛烈攻击，破交舰米歇尔号依然在第5区舰队和9艘扫雷舰的掩护下成功穿越英吉利海峡，期间甚至击伤了敌方驱逐舰沃波尔号和弗尼号。5月12日至19日，该区舰队又负责护送破交舰施蒂尔号穿越英吉利海峡返回荷兰角港。但在启程首日，该部队便遭到英国鱼雷快艇拦截。在由此引发的海战中，海雕号和鱼雷艇鸡貂号均被击沉。隼号于6月至8月期间在威廉港接受改装，然后返回法国。11月29日至30日，隼号、神鹫号、T-22号和T-23号鱼雷艇负责护送意大利突围舰科尔泰拉佐号（Cortellazzo）从波尔多穿越比斯开湾。但当鱼雷艇分离后，破交舰被一架桑德蘭水上飛機发现，并于12月1日遭到盟军驱逐舰快火柴号和多面堡号拦截及击沉。
1943年3月28日和4月10日，驻扎在布雷斯特的隼号参与了意大利突围舰喜马拉雅号的两次突围行动。喜马拉雅号在四艘驱逐舰和九艘鱼雷艇的护航下试图穿越比斯开湾前往远东，英国空中侦察部队则通过“超级解密”的破译工作两度发现了该编队，并在第二次尝试突围时发动了鱼雷轰炸机袭击。德军部队和突围舰只得终止行动并于4月11日返回吉伦特河口。6月4日至6日，隼号与狮鹫号、神鹫号、海鸥号和T-22号在英吉利海峡参与了第5区舰队的两次布雷行动。从6月12日起，该艇通常伙同两到四艘驱逐舰或鱼雷艇，执行从比斯开湾接回潜艇母舰或受损U艇的行动，并一直持续到8月初。
第5区舰队于1944年5月奉命从瑟堡转移到勒阿弗尔，并23日至24日夜间出发。隼号、狮鹫号、海鸥号、神鹫号和美洲豹号于次日清晨便在卡昂附近遭到盟军飞机袭击，其中狮鹫号被加拿大皇家空军第415中队一架青花魚式魚雷轟炸機投掷的两枚炸弹击中，导致其前部锅炉舱起火，迫使它迎水前进。由于两个锅炉舱随后都被水淹没，狮鹫号无法操纵，并意外地与隼号相撞。后者只是轻微受损，但狮鹫号的艇艏严重变形，这给受命为其实施拖曳的海鸥号带来了麻烦。到06:00左右，狮鹫号失去了全部动力，于06:32沉没。神鹫号则于07:43触雷，不得不由海鸥号拖曳完成剩余的航程。当盟军于6月6日开始登陆诺曼底时，此时由隼号、海鸥号、美洲豹号和已完成改装的T-29号组成的第5区舰队，在接下来的一周内多次从勒阿弗尔出击，寻求袭击盟军舰艇。尽管耗费了50多枚鱼雷和大量弹药，但它们大多无功而返，仅于6月6日击沉了挪威驱逐舰斯文纳号。6月14日至15日夜间，隶属英国皇家空军轰炸机司令部的325架兰开斯特轰炸机群向勒阿弗尔港发动空袭，隼号至少遭五枚炸弹击中，最终沉没在49°28′N 0°9′E / 49.467°N 0.150°E，包括艇长京特·克吕格上尉在内的26名船员丧生。